# Syrynia
Syrynia (niem. Syrin) – wieś w Polsce położona w województwie śląskim, w powiecie wodzisławskim, w gminie Lubomia. W latach 1975–1998 miejscowość administracyjnie należała do województwa katowickiego.
Na terenie tej miejscowości w okolicach kolonii Szpluchów i Dąbrowy (miejsce potocznie nazywane Czajką) powstała nowa miejscowość Nowe Nieboczowy, która jest odtworzoniem zlikwidowanej wsi Nieboczowy.

## Części wsi
| SIMC    | Nazwa      | Rodzaj    |
| ------- | ---------- | --------- |
| 0216214 | Buglowiec  | część wsi |
| 0216220 | Dąbrowa    | część wsi |
| 0216237 | Kampa      | część wsi |
| 0216243 | Kopiec     | część wsi |
| 0216250 | Nowy Świat | część wsi |
| 0216266 | Szpluchów  | część wsi |
| 0216272 | Wypandów   | część wsi |

## Historia
Osada syryńska pochodziła z VIII wieku; po raz pierwszy wymienia się Syrynię ok. 1303–1305 roku. Po wymarciu ostatnich Piastowiczów (w 1532 roku umarł Jan opolski) Księstwo raciborskie należało do Habsburgów. Ferdynand I sprzedał w 1572 roku Syrynię wraz z innymi miejscowościami, szlacheckiej rodzinie Reiswic. W 1730 roku Eleonora von Bodenhausen pozbyła się dóbr Grabówka, w tym wsi Syrynia, na rzecz Franciszka Leopolda hrabiego Lichnowskiego.
Z Syrynią wiąże się wiele legend. Jedna z nich mówi o grobie Zofii Eleonory von Bodenhausen ("Bordenowskiej pani"). Była ona jedyną kobietą rządzącą dobrami Grabówka. Według legendy Zofia Eleonora zażyczyła sobie, by po śmierci włożono jej ziemskie szczątki do prostej drewnianej trumny, a wóz zaprzęgnięty w białe woły miał wieźć trumnę i tam, gdzie woły trzeci raz same się zatrzymają – ma być pochowana. W polu między Syrynią i Grabówką znajduje się "Pomnik Bordenowskiej Pani" - powstały prawdopodobnie w miejscu grobowca Zofii Eleonory, zmarłej 12 kwietnia 1751 roku. Grobowiec ponoć został wybudowany dużo wcześniej, jako miejsce pochówku dla rodziny Reiswic. Pomnik ten ufundowała, na miejscu zniszczonego wcześniej grobowca rodzina Lichnowskich.
Syrynia jest położona na zboczach doliny nadodrzańskiej, otoczona od północy i południa lasami, malowniczo przechodząc na stawy "Wielikąt" i Lubomię. Nazwa wsi wywodzi się od staropolskiego słowary, to znaczy wilgotny i związany jest z położeniem osady nad mokrymi łąkami. W 1305 roku pisze się o budowie kościółka. Późniejszy drewniany kościół, wybudowany najprawdopodobniej około 1510 roku, został przeniesiony w 1938 roku do Parku Kościuszki w Katowicach.
Na granicy pól między Syrynią, Grabówką i Lubomią znajduje się zabytkowy kopiec graniczny usypany na nowo najprawdopodobniej w latach 1793-94. U podnóża kopca na wielkim kamieniu wyryto datę 1822 i napis "Lipa Zofii" (niem. Sophien Linde 1822), ponoć na pamiątkę Zofii Lichnowskiej. Jedno z podań mówi, że Szwedów w czasie wojen szwedzkich było tylu, iż każdy opuszczając te tereny, rzucił na pożegnanie szablą trochę ziemi i w ten sposób powstał kopiec. Od 1918 roku działa w Syryni Towarzystwo Śpiewu "ECHO" mające wielkie zasługi w krzewieniu tradycji śpiewaczych.
W czasie II wojny światowej, w 1945 roku przez Syrynię przechodziła linia frontu. Dokładna trasa fontu przebiegała pod lasem "Czajka", gdzie swoich pozycji broniło zaledwie 24 żołnierzy Wehrmachtu. Na Niemców napierały tutaj wojska radzieckie wspomagane przez bombowce amerykańskie. Front przesunął się stąd na zachód w kwietniu 1945. W czasie wojny w Syryni zmarło 30 cywilów (niektórzy umarli już po wojnie w wyniku chorób). Prócz tego, wielu mieszkańców Syryni zostało powołanych w czasie wojny na służbę. Na różnych frontach II wojny światowej zmarło łącznie 25 żołnierzy pochodzących z Syryni.

## Zobacz
- Kościół św. Michała Archanioła w Katowicach
- Parafia św. Antoniego z Padwy w Syryni